# Lego Indiana Jones: Die legendären Abenteuer
Lego Indiana Jones: Die legendären Abenteuer (im englischen Original: Lego Indiana Jones: The Original Adventures) ist ein von Traveller's Tales entwickeltes und im Juni 2008 von LucasArts veröffentlichtes Videospiel, das auf der Spielzeug-Reihe LEGO Indiana Jones basiert. Das Spiel erlaubt es Spielern, Momente aus den ersten drei Indiana-Jones-Filmen nachzuspielen, aber wie in der Lego-Star-Wars-Reihe wurden auch einige Szenen abgeändert.

## Handlung
Das Spiel folgt der Handlung der Original-Indiana-Jones-Filme: Jäger des verlorenen Schatzes , Tempel des Todes und der letzte Kreuzzug. Doch die Entwickler modifizierten die Handlung, um die Ereignisse auf 6 Spielkapiteln pro Film anzupassen. Das Barnett College, Dr. Jones’ Ausbildungsstätte aus Indiana Jones und der letzte Kreuzzug (Marshall College in Jäger des verlorenen Schatzes und Königreich des Kristallschädels), bildet das wichtigste Drehkreuz des Spiels. Verschiedene Karten an den Wänden ermöglichen den Zugriff auf Missionen. In den verschiedenen Klassenzimmern sind zusätzlich freischaltbare Inhalte und Optionen zu finden. Sobald der Spieler eine Mission auswählt, beginnt eine Zwischensequenz, die den Teil des Films zeigt, der gespielt wird. Bekannte Szenen wurden aus den Filmen adaptiert, wie zum Beispiel einem rollenden Felsblock entkommen, eine Schlacht auf einer Seilbrücke, sowie der von Walter Donovan gewählte Heilige Gral.

## Spielprinzip und Technik
Es gibt insgesamt 85 spielbare Charaktere: 23 Charaktere, die der Spieler im Verlauf der Handlung freischalten kann, 59 Charaktere, die in der In-Game-Bibliothek erworben werden können, zwei vom Spieler selbst erstellte Figuren, sowie der Bonus-Charakter Han Solo. Ein paar andere „versteckte“ Charaktere kann man nur auf bestimmten Ebenen spielen. Alle im Spiel vorgestellten Charaktere haben eigene einzigartige Fähigkeiten, die erforderlich sind, um neue Bereiche im Free-Play-Modus zu starten. Anstelle der Kanister, die in den Spielen Lego Star Wars und Lego Batman verwendet wurden, sammeln die Charaktere Schatztruhen, welche anstatt von Fahrzeugteilen Artefakte enthalten.
In jedem Level gibt es ein rotes Paket, das gefunden werden und in einen bestimmten Briefkasten eingeworfen werden muss. Normalerweise können diese Pakete nur mit einer besonderen Charakter-Fähigkeit benutzt werden, wenn der Spieler eine Ebene zum zweiten Mal spielt. Sobald das Paket eingeworfen wurde, kann man eine neue Fähigkeit im Barnett College erwerben. Diese Fähigkeiten reichen vom Entwaffnen der Feinde bis zum Erhöhen des Betrages pro eingesammelter Münze.
Dem Spiel wurden neue Funktionen aus der Lego-Star-Wars-Serie beigefügt, z. B. die Möglichkeit der Spieler, auf Objekte in ihrem Umfeld Einfluss zu nehmen (Flaschen, Schwerter, Kanonen usw.). Die Charaktere können auch Fahrzeuge bauen und diese fahren. Das Spiel enthält auch die Ängste der Filmfiguren, wenn Indiana Jones eine Schlange, Willie eine Spinne, Henry Jones Senior oder Elsa eine Ratte entdecken, werden sie durch die Angst eingefroren und bewegen sich langsamer, bis die Tiere entweder verschwunden oder außerhalb der Reichweite sind. Auch wurden neue Nahkampftaktiken, wie einen Feind mit der Peitsche stolpern zu lassen, hinzugefügt.
Sobald das Spiel 100,0 % erreicht, fallen in Barnett College Lego-Steine vom Himmel.

### Nintendo DS
Die DS-Version hat einige wichtige Veränderungen, die sowohl Speicher- und Größenbeschränkungen des DS sowie seine einzigartige Touchscreen-Steuerung berücksichtigen. Die Waffen der Charaktere (Indys Peitsche oder Satipos Schaufel,...) und andere Elemente (wie Schalter usw.) können über den Touchscreen gesteuert werden. Darüber hinaus kommt das eingebaute Mikrofon ins Spiel, damit kann der Spieler in einigen Leveln Fackeln auspusten und ein Schlauchboot aufblasen.
Die DS-Version beinhaltet Charaktere von Star Wars, einschließlich Wicket den Ewok und Luke. diese sind eingefroren in einer Eishöhle ähnlich der des Wampa, aber im Gegensatz zu den Konsolen-Versionen sind keine der Charaktere spielbar. Eine interessante Sache ist, dass man Wicket wenn man ihn jagt, mit einem Treffer töten kann. Es gibt auch keine versteckten Ebenen und keine Bonus-Belohnung für den Abschluss des Spiels bei 100 %.
In der DS-Version verbleiben, entgegen der roten Pakete der Konsolen/PSP-Version, die roten Energiesteine. Außerdem kennen die Charaktere nicht die Ängste der Filmvorbilder, aus den Konsolen-Versionen.

## Produktionsnotizen
Lego Indiana Jones: Die legendären Abenteuer wurde am 3. Juni 2008 in den Vereinigten Staaten und Kanada und am 6. Juni 2008 in Europa veröffentlicht. Die Mac-Version von Feral Interactive wurde am 4. Dezember 2008 veröffentlicht.
Das Spiel verfügt über den gleichen Kooperationsmodus wie die Lego-Star-Wars-Videospiele, obwohl es auf lokales Spiel eingeschränkt ist. Eine Demoversion für Windows wurde am 13. Mai 2008 zur Verfügung gestellt. Zur Werbung ist Indiana Jones als freischaltbarer Charakter in Lego Star Wars: Die komplette Saga beigefügt.

### Fortsetzung
Eine Fortsetzung mit dem Titel Lego Indiana Jones 2: Die neuen Abenteuer kam im November 2009 in die Läden und beinhaltet neben auf Indiana Jones und das Königreich des Kristallschädels basierenden Spielleveln auch neue Features.

## Rezeption
Lego Indiana Jones: Die legendären Abenteuer erhielt vorwiegend positive Bewertungen. Die Rezensionsdatenbank Metacritic aggregiert 14 Rezensionen zu einem Mittelwert von 78.